# Ужицкая республика

«Ужицкая республика» (сербохорв. Ужичка република / Užička republika) — условное название освобождённой от германской оккупационной и квислинговской власти территории Западной Сербии и Шумадии западнее линии Белград — Кралево — Нови-Пазар, пребывавшей во время Второй мировой войны в период с 24 сентября до 29 ноября 1941 года под контролем югославских партизан и четников. «Ужицкая республика» не была гомогенной территорией с одной властью и одними вооружёнными силами. Почти во всё время её существования здесь действовали две ветви власти — партизан Тито и четников Дражи Михайловича, а также их воинские формирования и раздельное командование ими. Решающая роль во власти и в обороне освобождённой территории принадлежала более многочисленным силам народно-освободительного движения во главе с коммунистами, хотя вскоре во всех местах «республики» имелись командования обоих движений, даже в Ужице, ставшем главным городом освобождёной территории. В Ужице до 29 ноября 1941 года располагался Верховный штаб НОАЮ и Центральный комитет компартии Югославии. Наряду с этим «столицей» четников была Пожега, откуда они контролировали населённые пункты Рашку, Врнячка-Баню и др. В Чачаке и Горни-Милановаце партизаны и четники делили власть по паритетному принципу. Территория «Ужицкой республики» была реоккупирована немецкими войсками в ходе антипартизанской операции «Ужице» в период с 25 по 29 ноября 1941 года. Партизанские формирования были в большой мере рассеяны, а некоторая их часть распалась. Боевые действия завершились отступлением оставшихся наиболее организованных партизанских отрядов вместе с Верховным штабом и ядром политического актива компартии в Санджак, а затем в Восточную Боснию.

## О названии
В период существования освобождённых территорий с центром в городе Ужице их не называли «Ужицкой республикой». Коммунисты не провозглашали республику, чтобы не давать поводов для обвинений в их стремлении к власти. Определение «Ужицкая коммунистическая республика» было применено коллаборационистской прессой после подавления восстания и реоккупации немецкими войсками освобождённых территорий Сербии. Название «Ужицкая республика» впервые появилось в прессе СССР весной 1942 года. После завершения народно-освободительной войны термин получил распространение среди населения Югославии и постепенно закрепился в историографии.

## География

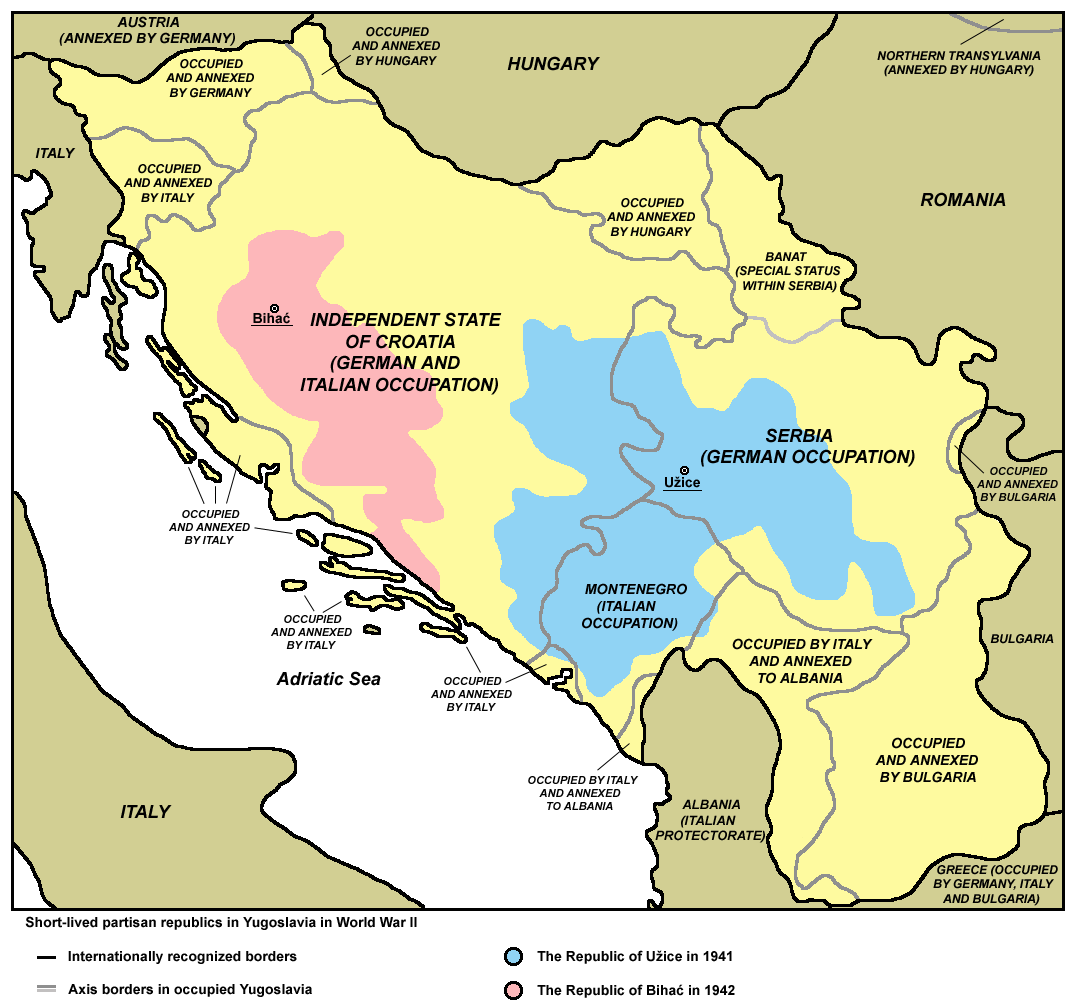
«Ужицкая и Бихачская республики»

Историк Венцеслав Глишич отмечает наличие разных мнений о территории, охватываемой «Ужицкой республикой». Согласно одним, этим термином обозначаются Ужицкий и Чачакский округи. Другие подразумевают значительно более широкое пространство. Глишич считает, что территория «Ужицкой республики» включала область, ограниченную на западе рекой Дриной, на севере — Савой и простиравшуюся на восток через Шумадию до Белграда, Аранджеловаца, Ягодины, Крагуеваца, Книча, Кралева, Рашки и Нови-Пазара. На юге условная граница пролегала по реке Увац, где «Ужицкая республика» примыкала к освобождённой территории в Санджаке. Большинство городов на территории «республики» контролировалось партизанами и четниками, кроме Валева, Шабаца, Кралева, Аранджеловаца и Обреноваца. В пределах территории «Ужицкой республики» проживало около миллиона человек.

## Память
- В 1950 году поэт Славко Вукосавлевич[серб.] опубликовал поэму «Кадиняча», которая была переиздана до 1985 года 6 раз. Поэма посвящена исторической битве на перевале Кадиняча — последнем рубеже на пути к Ужице, где партизаны могли оказать сопротивление наступающим немецким войскам. Оборона Кадинячи имела решительный характер и привела к практически полной гибели её защитников[18][19][20].
- В Югославии в 1974 году был снят художественный фильм «Ужицкая республика»[21].

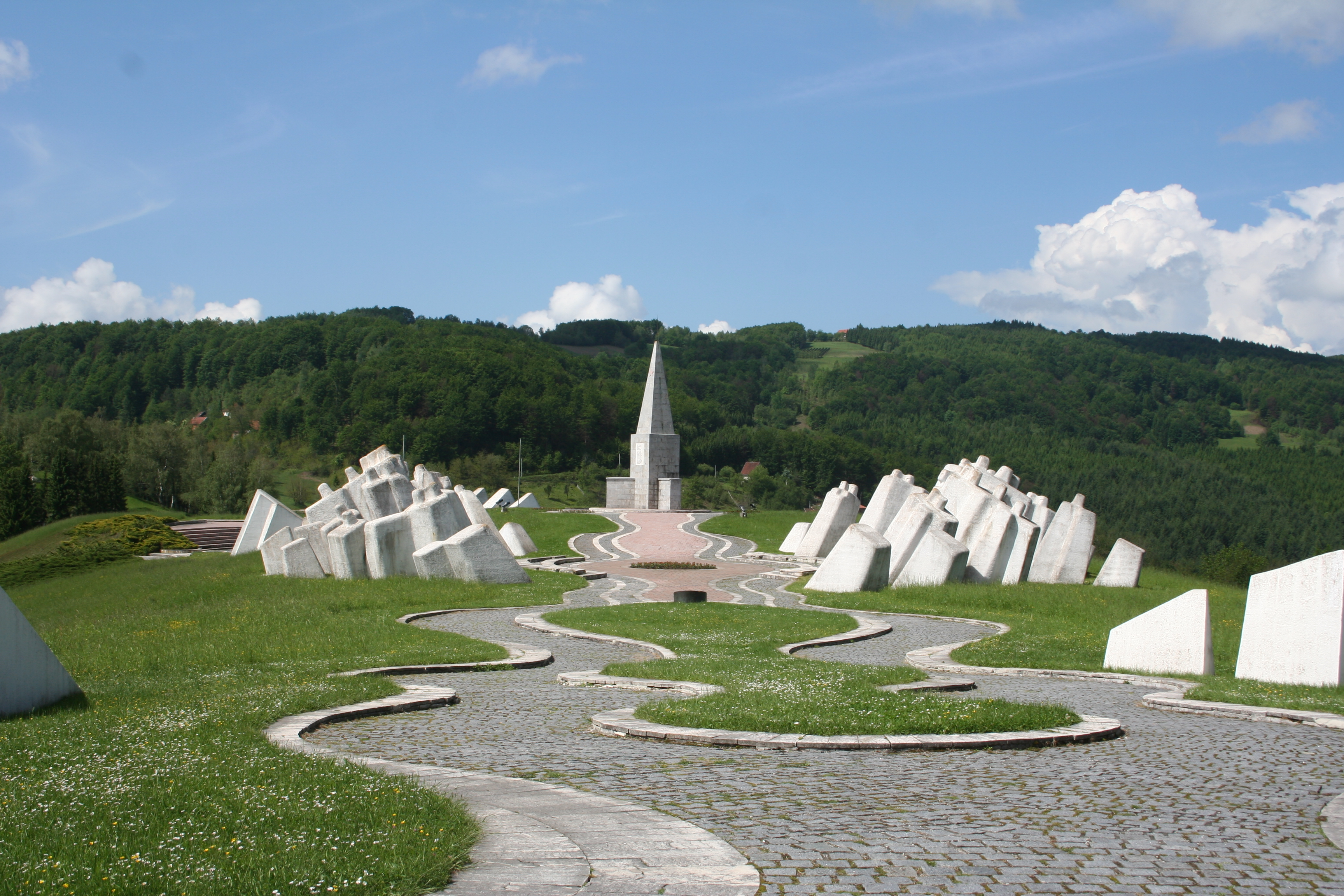
Мемориальный комплекс «Кадиняча»

- В 1979 году у села  Кадиняча[серб.] открыт мемориал в честь бойцов Рабочего батальона[серб.] и других подразделений Ужицкого и Посавского партизанских отрядов, погибших 29 ноября 1941 года в бою с немецким 69-м пехотным полком 342-й пехотной дивизии, наступавшим на Ужице. Авторами создания комплекса стали скульптор Миодраг Живкович и архитектор Александар Джокич[22][23].